# شهرک کرمبل
شهرک کرمبل، روستایی در دهستان نگور بخش مرکزی شهرستان دشتیاری در استان سیستان و بلوچستان ایران است.
پروفسور امان‌الله طنزاده، از این روستا می‌باشد.

## جمعیت
بر پایه سرشماری عمومی نفوس و مسکن در سال ۱۳۹۵، جمعیت این روستا برابر با ۲۷۷ نفر (۷۳ خانوار) بوده‌است.